# Sanna Lüdi
Sanna Lüdi (* 17. Februar 1986 in Baden) ist eine ehemalige Schweizer Freestyle-Skierin. Sie war auf die Disziplin Skicross spezialisiert.

## Biografie
Lüdi ist schweizerisch-finnische Doppelbürgerin und stammt aus Leimiswil im Kanton Bern. Zu Beginn ihrer Sportkarriere versuchte sie sich als alpine Skirennfahrerin, grössere Erfolge blieben jedoch aus. Sie bestritt ihr letztes alpines Skirennen im April 2008, anschliessend wechselte sie zum Skicross. Ihr Debüt im Freestyle-Weltcup hatte Lüdi am 5. Januar 2009 in St. Johann in Tirol, wo sie auf Platz 8 fuhr. Bei der Weltmeisterschaft 2009 in Inawashiro wurde sie Neunte. Mit Platz 3 in Grindelwald am 12. März 2009 gelang ihr die erste Podestplatzierung in einem Weltcuprennen. Im Winter 2009/10 klassierte sich Lüdi fünfmal unter den besten zehn, darunter war ein weiterer dritter Platz in Innichen. Das schlechteste Ergebnis der Saison erzielte sie bei den Olympischen Winterspielen 2010: Nachdem sie in Cypress Mountain im Qualifikationslauf gestürzt war, reichte es lediglich für Platz 35.
Wegen eines Bruchs des Schienbeinkopfs musste Lüdi die gesamte Saison 2010/11 pausieren. Das Comeback im Dezember 2011 glückte mit zwei zweiten Plätzen in Innichen. Am 11. Januar 2012 konnte sie in Alpe d’Huez ihren ersten Weltcupsieg feiern, vier Tage später siegte sie in Les Contamines erneut. Im Finaldurchgang der Winter X Games in Aspen am 29. Januar renkte sich Lüdi die Schulter aus und fiel für den Rest der Saison aus. Dennoch belegte sie in der Skicross-Weltcupwertung mit insgesamt vier Podestplätzen den vierten Platz. Aufgrund zweier Gehirnerschütterungen innerhalb eines Monats verpasste Lüdi den grössten Teil der Saison 2012/13. Im Weltcup 2013/14 erzielte sie zwei weitere Podestplätze, darunter einen Sieg am 16. Januar 2014 in Val Thorens. Hingegen blieb sie mit Platz 13 bei den Olympischen Winterspielen 2014 in Sotschi unter den Erwartungen.
Beim Weltcuprennen von Val Thorens am 10. Januar 2015 erlitt Lüdi einen Kreuzbandriss, was erneut das vorzeitige Ende der Saison bedeutete. Da sie innerhalb von 18 Monaten dreimal gegen die Meldepflicht bei Antidoping Schweiz verstossen hatte, wurde sie im Juli 2015 von Swiss Olympic rückwirkend ab Januar für ein Jahr gesperrt. Anschliessend konnte sie wegen einer schwerwiegenden Viruserkrankung weiterhin keine Rennen bestreiten. Erst im Dezember 2017 gab sie ihr Comeback und fuhr im Weltcup dreimal unter die besten zehn, während sie bei den Olympischen Winterspielen 2018 in Pyeongchang auf den siebten Platz fuhr. Nach fast fünf Jahren Unterbrechung gelangen ihr in der Saison 2019/20 zwei Weltcup-Podestplätze, hinzu kamen sieben weitere Top-10-Platzierungen. Bei den Weltmeisterschaften 2019 in Park City schaffte sie es bis in den Finallauf, blieb aber als Viertplatzierte ohne Medaille.
Nachdem Lüdi vielversprechend in die Saison 2019/20 gestartet war, erlitt sie beim zweiten Weltcuprennen des Winters 2019/20 in Val Thorens weitere Knieverletzungen, sodass sie erneut mehrere Monate pausieren musste. Nach der Genesung erzielte sie im Weltcup 2020/21 drei Platzierungen unter den besten zehn. Zwei weitere kamen im Verlauf der Saison 2021/22 hinzu, sie verpasste jedoch wegen eines Knöchelbruchs die Olympischen Winterspiele 2022. In Peking war sie hingegen als Co-Kommentatorin beim Schweizer Fernsehen engagiert. Aus nicht näher genannten medizinischen Gründen verzichtete sie auf die Saison 2022/23 und erklärte schliesslich im April 2023 ihren Rücktritt vom Spitzensport. Zwischenzeitlich hatte sie ihr Sportmanagement-Studium an der Universität St. Gallen abgeschlossen.

## Erfolge

### Olympische Spiele
- Vancouver 2010: 35. Skicross
- Sotschi 2014: 13. Skicross
- Pyeongchang 2018: 7. Skicross

### Weltmeisterschaften
- Inawashiro 2009: 9. Skicross
- Park City 2019: 4. Skicross
- Idre 2021: 16. Skicross

### Weltcupwertungen
| Saison  | Gesamt | Gesamt | Skicross | Skicross |
| Saison  | Platz  | Punkte | Platz    | Punkte   |
| ------- | ------ | ------ | -------- | -------- |
| 2008/09 | 65.    | 14     | 17.      | 137      |
| 2009/10 | 42.    | 19     | 12.      | 208      |
| 2011/12 | 15.    | 39     | 4.       | 389      |
| 2012/13 | 210.   | 1      | 46.      | 13       |
| 2013/14 | 38.    | 28     | 9.       | 303      |
| 2017/18 | 57.    | 25,10  | 11.      | 251      |
| 2018/19 | 26.    | 38     | 7.       | 418      |
| 2019/20 | 133.   | 4,45   | 22.      | 49       |
| 2020/21 | –      | –      | 21.      | 144      |
| 2021/22 | –      | –      | 17.      | 183      |

### Weltcupsiege
Lüdi errang im Weltcup 10 Podestplätze, davon 3 Siege:
| Datum           | Ort            | Land       |
| --------------- | -------------- | ---------- |
| 11. Januar 2012 | Alpe d’Huez    | Frankreich |
| 15. Januar 2012 | Les Contamines | Frankreich |
| 16. Januar 2014 | Val Thorens    | Frankreich |

### Weitere Erfolge
- 1 Podestplatz im Europacup
- Schweizer Skicross-Meisterin 2014